# 圣普列斯特布拉姆方
圣普列斯特-布拉姆方（法語：Saint-Priest-Bramefant，法語發音：[sɛ̃ pʁi(jɛst) bʁamfɑ̃]）是法国多姆山省的一个市镇，位于该省北部，属于里永区。

## 地理
圣普列斯特-布拉姆方（46°1'44"N, 3°26'27"E）面积19.06 平方千米，位于法国奥弗涅-罗讷-阿尔卑斯大区多姆山省，该省份为法国中南部省份，北起阿列省接壤，东临卢瓦尔省，南至上盧瓦爾省和康塔爾省，西接科雷兹省和克勒兹省。
与圣普列斯特-布拉姆方接壤的市镇（或旧市镇、城区）包括：马里奥勒、圣约尔、蒙斯、朗当、圣西尔韦斯特-普拉古兰。
圣普列斯特-布拉姆方的时区为UTC+01:00、UTC+02:00（夏令时）。

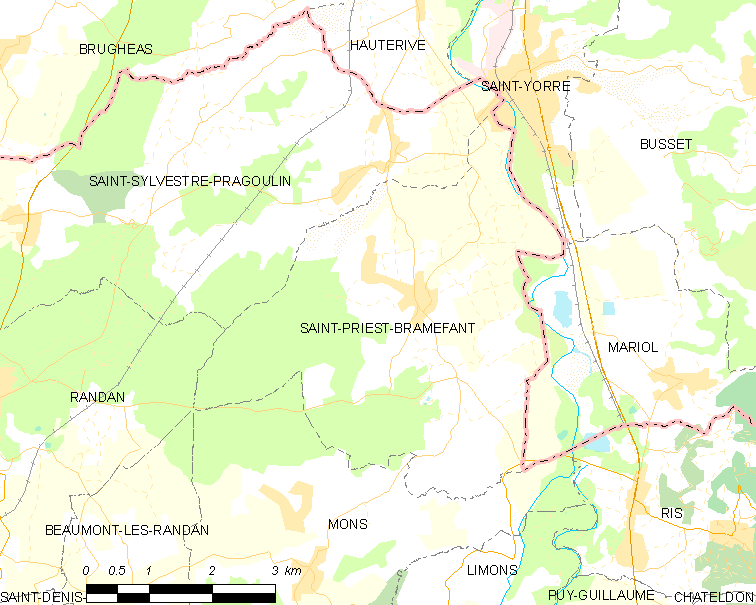
圣普列斯特-布拉姆方的OSM定位图

## 行政
圣普列斯特-布拉姆方的邮政编码为63310，INSEE市镇编码为63387。

## 政治
圣普列斯特-布拉姆方所属的省级选区为马兰格县。

## 人口

1962-2008年间圣普列斯特-布拉姆方人口变化图示

圣普列斯特-布拉姆方于2022年1月1日时的人口数量为869人。